# Tocilizumab
Tocilízumàb (pod zaščitenim imenom RoActemra in Actembra) je humanizirano rekombinantno monoklonsko protitelo proti receptorju za interlevkin-6. Interlevkin 6 je citokin s pomembno vlogo pri imunskem odzivu ter se vpleta v patogenezo številnih bolezni, kot so avtoimune bolezni. Tocilizumab s preprečevanjem vezave interlevkina-6 na ustrezne receptorje zmanjša vnetje in druge simptome bolezni, kot sta revmatoidni artritis in juvenilni idiopatični artritis.
Najpogostejši neželeni učinki so okužbe. Povzroči lahko blago do zmerno zvišanje jetrnih transaminaz, so pa opazili tudi primere resne okvare jeter, vključno z akutno odpovedjo jeter, hepatitisom in zlatenico, ki so v nekaterih primerih zahtevali presaditev jeter.

## Klinična uporaba
Tocilizumab se uporablja za zdravljenje:
- revmatoidnega artritisa pri odraslih;
- aktivnega sistemskega juvenilnega idiopatičnega artritisa pri otrocih, starejših od enega leta;
- juvenilnega idiopatskega poliartritisa pri otrocih, starejših od dveh let.

Pri teh boleznih se uporablja skupaj z metotreksatom, vendar se lahko pri bolnikih, za katere metotreksat ni primeren, uporablja samostojno.
Tocilizumab se uporablja tudi za zdravljenje hudega ali življenje ogrožajočega sindroma sproščanja citokinov (imenovan tudi citokinska nevihta), ki ga lahko sproži zdravljenje s celicami T s himernim antigenskim receptorjem (CAR-T), pri odraslih in otrocih. Uporablja se tudi za lajšanje citokinske nevihte pri bolnikih s covidom 19, vendar za to indikacijo nima uradne odobritve.

## Mehanizem delovanja
Tocilizumab se veže na receptor za citokin, ki se imenuje interlevkin 6. Interlevkin 6 je sporočilna molekula, ki sodeluje pri povzročanju vnetja in je prisotna v visokih ravneh pri bolnikih z vnetnimi boleznimi, kot so revmatoidni artritis, sistemski juvenilni idiopatični artritis, juvenilni idiopatični poliartritis in sindrom sproščanja citokinov. Tocilizumab s preprečevanjem vezave interlevkina-6 na ustrezne receptorje zmanjša vnetje in druge simptome teh bolezni.